# Иокогамский государственный университет
Иокогамский государственный университет (яп. 横浜国立大学 Ёкохама кокурицу дайгаку, англ. Yokohama National University) — государственный университет в Японии. Расположен по адресу: префектура Канагава, город Иокогама, район Ходогая, квартал Токива-дай 79-1. Открыт в 1949 году. Сокращенное название — Иокохама-кокудай (яп. 横浜国大 Ёкохама коку дай).

## Факультеты
- Педагогически-гуманитарный факультет (яп. 教育人間科学部 кё:ику нингэн кагакубу)
- Экономический факультет (яп. 経済学部 кэйдзайгакубу)
- Факультет менеджмента (яп. 経営学部 кэйэйгакубу)
- Естественно-технический факультет (яп. 理工学部 рико:гакубу)

## Аспирантура
- Педагогическая аспирантура (яп. 教育学研究科 кё:икугаку кэнкю:ка)
- Аспирантура международной социологии (яп. 国際社会科学研究科 кокусай сякай кагаку кэнкю:ка)
- Аспирантура инженерных наук (яп. 工学府・工学研究院 ко:гакуфу, ко:гаку кэнкю:ин)
- Аспирантура технических наук (яп. 理工学府・工学研究院 рико:гакуфу, рико: кэнкю:ин)
- Аспирантура экологических и информационных наук (яп. 環境情報研究院・環境情報学府 канкё: дзё:хо: кэнкю:ин, канкё: дзё:хо: гакуфу)
- Аспирантура студий с обновления городов (яп. 都市イノベーション学府・都市イノベーション研究院 тоси инобэ:сён гакуфу, тоси инобэ:сён кэнкю:ин)
- Общая аспирантура школьного образования (яп. 連合学校教育学研究科 рэнго: гакко: кё:икугаку кэнкю:ка)